# شهرستان ونگروف
شهرستان ونگروف (به لهستانی: Powiat Węgrów) یک شهرستان در لهستان است که در استان ماسوویان واقع شده‌است. شهرستان ونگروف ۱٬۲۱۹٫۱۸ کیلومتر مربع مساحت و ۶۷٬۸۲۳ نفر جمعیت دارد.